# 都指揮使
都指揮使，也称指挥使，中国古代官制。
唐朝末年各藩鎮都指揮處，設置臨時性武職官銜；五代稱諸將統帥為都指揮使，北方契丹人所建遼朝的北面官、南面官、金殿前司與京城武衛軍都有都指揮使的官銜編制。元朝設置各軍都指揮使與兵馬指揮使司，設置都指揮使及副指揮使等官銜，北元时期沿用。
明朝地方設置都指揮使（軍事軍令）、布政使（行政財政）與按察使（司法刑獄），合稱三司。都指挥使的衙门及其辖区，均称为都指挥使司，地方都指揮使聽命於朝廷五軍都督府。都指揮使不世袭，衛指揮使司設立指揮使1人，正三品，明代的世官如指挥使、指挥同知、指挥佥事、卫镇抚、正千户、副千户、百户、试百户、所镇抚等可被任命為都指揮使。